# Headrick
Headrick és un poble dels Estats Units a l'estat d'Oklahoma. Segons el cens del 2000 tenia 130 habitants.

## Demografia
Segons el cens del 2000, Headrick tenia 130 habitants, 49 habitatges, i 39 famílies. La densitat de població era de 239 habitants per km².
Dels 49 habitatges en un 36,7% hi vivien nens de menys de 18 anys, en un 67,3% hi vivien parelles casades, en un 10,2% dones solteres, i en un 20,4% no eren unitats familiars. En el 18,4% dels habitatges hi vivien persones soles el 8,2% de les quals corresponia a persones de 65 anys o més que vivien soles. El nombre mitjà de persones vivint en cada habitatge era de 2,65 i el nombre mitjà de persones que vivien en cada família era de 3.
Per edats la població es repartia de la següent manera: un 25,4% tenia menys de 18 anys, un 8,5% entre 18 i 24, un 23,8% entre 25 i 44, un 29,2% de 45 a 60 i un 13,1% 65 anys o més.
L'edat mediana era de 38 anys. Per cada 100 dones de 18 o més anys hi havia 106,4 homes.
La renda mediana per habitatge era de 28.125 $ i la renda mediana per família de 23.750 $. Els homes tenien una renda mediana de 30.000 $ mentre que les dones 15.893 $. La renda per capita de la població era d'11.388 $. Entorn del 27,3% de les famílies i el 25% de la població estaven per davall del llindar de pobresa.

## Poblacions més properes
El següent diagrama mostra les poblacions més properes.